# A Hero’s Guide to Deadly Dragons
 A Hero's Guide to Deadly Dragons (no Brasil, Guia do Herói para Vencer Dragões Mortais ) é o sexto livro da série Como Treinar Seu Dragão, escrita e ilustrada pela autora bestseller Cressida Cowel. Foi lançado no Reino Unido em 2007 pela Editora Hodder Children's Books e no Brasil em setembro de 2011 pela Editora Intrínseca. É o único livro da série principal cujo título não começa com “Como” (“How to”, em inglês). Porém, esse nome é dado ao livro como um todo, somando a história, o guia de dragões e o dicionário de dragonês que ele contêm. A parte da história é chamada também de "Como NÃO Comemorar Seu Aniversário", de modo que o título do livro não é, tecnicamente, fora do padrão dos títulos da série.

## Sinopse
Soluço Spantosicus Strondus III foi um extraordinário Herói viquingue. Chefe guerreiro, mestre no combate com espadas e naturalista amador, era conhecido por todo o território viquingue como "O encantador de dragões", devido ao poder que exercia sobre as terríveis feras.
Em Guia do herói para Vencer Dragões Mortais, sexto livro da série de Cressida Cowell, Stoico, o Imenso, Chefe da Tribo dos Hooligans Cabeludos, e Bertha, a Peituda, Chefe da Tribo das Ladras do Pântano, fazem uma aposta: cada um tem até o final do dia para provar qual das duas tribos é a melhor na arte de roubar. Como sempre, o dragãozinho Banguela apronta das suas e acaba incinerando o precioso livro roubado por Stoico, obrigando Soluço e seus amigos inseparáveis, Perna-de-peixe e Camicazi, a encararem uma perigosa missão.
Montados em um Dragão Furtivo, que Camicazi roubou de sua mãe, Bertha, que por sua vez, o roubou de Insensato, o Assassino, o chefe mais assustador de todo o mundo bárbaro, nossos improváveis heróis partem para a Biblioteca Pública dos Cabeças-ocas, protegida pelo terrível Bibliotecário Cabelo Assustado. Considerados uma influência civilizadora extremamente perigosa, os livros foram banidos de todo o território viquingue, permanecendo devidamente isolados nos labirintos da Biblioteca, localizada na Ilha Esqueça-me. Porém, durante sua missão para roubar o único livro considerado útil por Stoico, o volume Como treinar o seu dragão, escrito pelo Professor Tosco Traste, Soluço começa a contestar o decreto e fica cada vez mais certo da importância dos livros e de como eles podem, literalmente, salvar vidas.

## Enredo
Soluço acorda de manhã, desejando um aniversário tranquilo. Em seguida, ele tenta convencer Banguela a comer seu café da manhã, que é de madeira com espinafre. Banguela se recusa, então Soluço vai para as finais de uma competição roubo entre as Ladras do Pântano e os Hooligans sozinho. Quando Soluço retorna para casa, ele percebe que Banguela comeu três quartos do trono de Stoico. Stoico entra na sala, e está em um mau humor, porque ele tinha feito uma aposta Bertha Peituda que ele poderia provar que os Hooligans eram tão bons em roubo quanto as Ladras do Pântano até o final do dia. Ele fica desesperado, mas lembra que Bocão roubou o livro "Como Treinar o Seu Dragão" da Biblioteca dos Cabeças-ocas debaixo do nariz do Bibliotecário Cabelo Assustado. Stoico diz a Soluço que se Banguela fizer mais uma coisa como esta, ele vai bani-lo, e sai para encontrar o livro.
Banguela se sente culpado e revela que ele também queimou a cópia de "Como treinar seu dragão". Camicazi sugere que eles podem ir para a Biblioteca dos Cabeças-ocas, roubar outra cópia do livro, e voltar para casa "a tempo para o chá". Soluço, Camicazi e Perna-de-Peixe vão para a Ilha Esqueça-me, onde fica a Biblioteca, montado em um Dragão furtivo que  Bertha Peituda tinha roubado de Insensato, o Assassino, o chefe da Tribo Assassino, para vencer a aposta com Stoico. Com a ajuda de Mosca da Tempestade, o dragão de Camicazi, eles acham a cópia de "Como Treinar o Seu Dragão", embora seja uma segunda edição. O Bibliotecário Cabelo Assustado os pega roubando o livro e luta com Camicazi e Soluço. Perna-de-Peixe lança um livro no Bibliotecário Cabelo Assustado. No entanto, Mosca da Tempestade é nocauteada no processo, e desperta sem memória de quem ela é, e de como sair dali. O bibliotecário cai no chão, que é cheio de Larvas-de-coceira ardentes (vermes que entram em suas calças, fazendo cócegas) e corre em direção à saída, rindo e gritando. O barulho atrai os Dragões-brocas que moram na Biblioteca.
Soluço encontra um livro que foi escrito por alguém chamado Soluço Spantosicus Strondus II, chamado de “Guia do Herói para Vencer Dragões Mortais” que era exatamente igual ao livro que ele estava escrevendo que tinha sido tirado dele mais cedo naquela manhã. Ele puxa o livro e uma plataforma é aberta, revelando um buraco cheio de Vermipífios Venenosos. A única saída seria ir pelo buraco.
Soluço leva de volta a segunda edição do Como Treinar Seu Dragão para a Ilha de Berk. Enquanto isso, Insensato, o Assassino rastreia o Dragão furtivo roubado e chega na Ilha Esqueça-me e depois seguem para a Ilha de Berk. Na Ilha de Berk, tanto Stoico e Bertha dizem que as coisas roubadas que eles tinham desapareceram. O Bibliotecário Cabelo Assustado chega e atira uma flecha em Stoico, mas o livro de Soluço que seu pai havia confiscado salva a vida de Stoico, impedindo que a flecha o perfure. Soluço, Perna-de-Peixe, e Camicazi vêm do céu e esmagam o bibliotecário com o Dragão furtivo. Insensato e seu assistente, Abscesso chegam atrás do dragão furtivo e estão prestes a matar Bertha pelo roubo. Soluço a salva por mentir para Insensato, dizendo-lhe que tinha sido o Bibliotecário Cabelo Assustado que havia roubado o dragão furtivo. Insensato acredita nele, e leva o bibliotecário com ele. Soluço convence Stoico que os livros são úteis e os livros são desbanidos por ordem da “Coisa”, o conselho dos líderes das tribos. No final do livro, há o “Guia do Herói Para Vencer Dragões Mortais” de Soluço, assim como um dicionário de conversação em dragonês. 

## Capítulos
Segue uma lista com o nome dos capítulos do livro em português do Brasil conforme a tradução da Editora Intrínseca.
| Cap. |  | Brasil                                          |
| ---- |  | ----------------------------------------------- |
| 1    |  | Uma ESTRANHA forma de passar o aniversário      |
| 2    |  | Um pouco de espinafre com madeira?              |
| 3    |  | Stoico não vê o lado engraçado                  |
| 4    |  | Ladras do Pântano nem sempre falam a verdade    |
| 5    |  | O Dragão Furtivo                                |
| 6    |  | Bem-vindo à Biblioteca Pública dos Cabeças-ocas |
| 7    |  | No alto das Montanhas Assassinas                |
| 8    |  | Sem volta                                       |
| 9    |  | O Bibliotecário Cabelo Assustado                |
| 10   |  | Uma encrenca muito, muito grande                |
| 11   |  | Esconde-esconde com Dragões-brocas              |
| 12   |  | Guia do Herói Para Vencer Dragões Mortais       |
| 13   |  | Epa!                                            |
| 14   |  | Insensato vai ficar louco de raiva              |
| 15   |  | "O Bibliotecário cabeludo se torna assustador   |
| 16   |  | O Bibliotecário é esmagado                      |
| 17   |  | A espada número seis                            |
| 18   |  | Por que ninguém rouba de Insensato              |
| 19   |  | O presente de aniversário de Soluço             |
| #    |  | Epílogo                                         |